# Theganopteryx conspersa
Theganopteryx conspersa är en kackerlacksart som beskrevs av Henri Saussure 1895. Theganopteryx conspersa ingår i släktet Theganopteryx och familjen småkackerlackor.
Artens utbredningsområde är Madagaskar. Inga underarter finns listade i Catalogue of Life.